# 25. juli
25. juli er dag 206 i året i den gregorianske kalender (dag 207 i skudår). Der er 159 dage tilbage af året.
Dagens navn er Jacobus.

### Begivenheder
Født - Dødsfald
- 306 - Konstantin den Store bliver proklameret romersk kejser af sine tropper.
- 1261 - Den byzantinske kejser Michael 8. genindtager Konstantinopel. Han efterfølger den myrdede Johannes 4. af Nikæa og afslutter den latinske periode.
- 1554 - I Winchester vies dronning Maria 1. af England til Philip II af Spanien.
- 1564 - Ved Ferdinand 1.'s død bliver Maximilian 2. konge af Ungarn og Böhmen, kejser af det tysk-romerske rige.
- 1593 - Frankrigs protestantiske konge Henrik 4. konverterer til katolicismen.
- 1603 - Kong Jakob 1. krones som konge af England.
- 1670 - Den østrigske kejser Leopold 1. udviser 4.000 jøder fra Wien.
- 1689 -  Ludvig 14. af Frankrig erklærer krig mod England.
- 1712 - De protestantiske kantoner i Schweiz besejrer de katolske kantoner i slaget ved Villmergen og afslutter dermed de religiøse krige i landet.
- 1797 - Den engelske kommandør Horatio Nelson får beskadiget sin højre arm under en batalje ved Tenerife. Armen bliver senere amputeret.
- 1799 - Fransk-egyptiske tropper under Napoleon slår tyrkerne ved Abukir.
- 1848 - Østrig-Ungarn besejrer Charles Albert af Sardiniens tropper i slaget ved Custozza, hvormed det første forsøg på at samle Italien er slået ned.
- 1850 - Slaget ved Isted, det største slag i Nordens historie, ender med dansk sejr over den Slesvig-Holstenske hær;
- 1907 - Japan får protektoratet over Korea ved Den japansk-koreanske annekteringstraktat.
- 1909 - Den franske flyver Louis Blériot krydser for første gang den engelske kanal i et fly; turen tager 37 minutter. Blériot vinder hermed den pris på £1.000, som er udsat af Lord Northcliffe, ejeren af Daily Mail.
- 1914 - Serbien nægter at udlevere lederne af "Den sorte hånd" til Østrig-Ungarn, som har krævet dem udleveret som mistænke ifbm attentatet i Sarajevo, hvor ærkehertug Franz Ferdinand og dennes hustru blev dræbt den 28. juni 1914
- 1920 - Franske styrker indtager Damaskus i Syrien.
- 1929 - Pave Pius 11. må som den første pave forlade Vatikanet efter Pavestatens fald i 1870.
- 1934 - I Wien forsøger nazister i forståelse med den nazistiske regering i Berlin et kup, som imidlertid mislykkes. Den østrigske kansler Engelbert Dollfuss myrdes.
- 1943 - Mens de allierede under Felttoget i Italien er ved at erobre Italien arresteres Italiens leder Benito Mussolini, og det italienske fascistiske styre falder. Kong Victor Emmanuel udnævner marskal Pietro Badoglio til premierminister, som dernæst indleder forhandlinger med de allierede.
- 1944 - Amerikanske tropper indleder en offensiv mod Bretagne.
- 1956 - Det italienske passagerskib Andrea Doria og det svenske Stockholm støder sammen ud for New England. Andrea Doria totalforliser, og 50 omkommer.
- 1957 - Tunesien bliver republik, bey Mohammed al-Amin afløses af præsident Habib Bourguiba.
- 1959 - En hovercraft krydser for første gang den engelske kanal. Det tager godt 2 timer. Opfinderen Christopher Cockerell er om bord - efter egen forklaring "som ballast". 50 år efter at Louis Blériot første gang krydsede kanalen med fly.
- 1963 - USA, Sovjetunionen og Storbritannien indgår en traktat (Partial Nuclear Test Ban Treaty, som forbyder kernevåbensprængninger i atmosfæren, det ydre rum samt under vand.
- 1968 - Pave Paul 6. tager skarpt afsted fra p-piller og anden form for prævention.
- 1971 - Indsatte i statsfængslet ved Sønder Omme går i sultestrejke, fordi de nægtes at se en film med Rita Hayworth.
- 1978 - I England fødes det første reagensglasbarn nogensinde, Louise Joy Brown. Inden hun fylder 21 år, vil mere end 300.000 børn være født ved denne metode.
- 1981 - Det amerikanske rumskib Voyager 2 når frem til Saturn.
- 1981 - Polens frie fagforening Solidaritet afviser planer om prisforhøjelser på madvarer og foreslår i stedet folkeafstemning om en samlet økonomisk reform.
- 1982 - I Beirut underskriver den palæstinensiske leder Yasser Arafat et dokument, hvori han accepterer FN's resolutioner om statens Israels ret til at eksistere.
- 1984 - Den russiske kosmonaut Svetlana Savitskaja bliver den første kvinde, der spadserer i rummet.
- 1999 - Lance Armstrong vinder sit første Tour de France.
- 2000 - Et Concorde-fly styrter ned udenfor Paris.
- 2007 - Efter at Michael Rasmussen på dagens etape i Tour de France har vundet etapen og forsvaret sin førsteplads i klassementet, smider hans hold, Rabobank, ham af holdet (og derved også ud af Tour'en) for at have løjet om, hvor han befandt sig.
- 2009 - World Outgames indledes i København, med over 5.000 alternativt seksuelt orienterede personer konkurrerer i 38 discipliner.

### Født
- 1870 - P. Munch, dansk politiker og minister (død 1948).
- 1924 - Edward Fleming, dansk filminstruktør (død 1992).
- 1950 - Leif Davidsen, dansk forfatter og korrespondent.
- 1967 - Matt LeBlanc, amerikansk skuespiller.
- 1996 - Mathilde Arcel Fock, dansk skuespiller.

### Dødsfald
- 1834 - Samuel Taylor Coleridge, engelsk poet
- 1850 - Oberst Frederik Læssøe falder under Slaget på Isted Hede. (født 1811).
- 2008 - Randy Pausch, amerikansk professor (født 1960).
- 2010 - Ruth af Rosenborg, dansk grevinde (født 1924).
- 2011 - Michael Cacoyannis, græsk filminstruktør (født 1921).
- 2014 - Bel Kaufman, amerikansk forfatter (født 1911).

|  | Denne datoartikel kan blive bedre, hvis der indsættes et (bedre) billede Du kan hjælpe ved at afsøge Wikimedia Commons for et passende billede eller uploade et godt billede til Wikimedia Commons iht. de tilladte licenser og indsætte det i artiklen. |